# Лейхнер, Эмиль (скрипач)
Эмиль Лейхнер (чеш. Emil Leichner ; 30 июля 1902 — 10 декабря 1973) — чешский скрипач.
Окончил Пражскую консерваторию. Ещё студентом участвовал в 1924 г. в создании Чешского нонета — уникального камерного ансамбля из девяти исполнителей, — и в дальнейшем выступал в его составе до 1963 г., в переломных ситуациях оказываясь главной движущей силой в выживании коллектива. В составе ансамбля был первым исполнителем множества сочинений, в том числе известного Второго нонета Богуслава Мартину (1959).
В 1963 г., на волне десятилетия триумфальных выступлений Чешского нонета по всему миру, руководством Чешского филармонического оркестра, которому ансамбль был организационно подчинён, было принято решение о кардинальном изменении состава коллектива — как утверждает официальный сайт Чешского нонета, в связи с политическими мотивами. После увольнения пяти своих коллег Лейхнер также вышел их состава нонета — незадолго до сорокалетнего юбилея своей работы в нём.
После этого Лейхнером был основан новый коллектив — Фортепианный квартет имени Мартину, в котором он играл до своей смерти вместе со своим сыном и тёзкой, пианистом Эмилем Лейхнером.